# 2000 a vasúti közlekedésben
Ez a szócikk a 2000-ben történt vasúti eseményeket mutatja be.

## Események a világban
- 2000. november 11-én kigyulladt és kiégett egy alagútban az ausztriai Kaprun Kaprun 2 nevű siklóvasútja. A tömegszerencsétlenségben 155 ember halt meg, csak tizenketten élték túl a katasztrófát.

## Események Magyarországon
- október 26–27. - Ülésezik az Európai Unió ISPA Management bizottsága. A bizottság jóváhagyja, hogy Magyarország támogatást kapjon három vasúti terv – a Zalalövő–Zalaegerszeg–Boba, a Budapest–Cegléd–Szolnok–Lőkösháza és a Budapest–Győr–Hegyeshalom vasútvonal korszerűsítéséhez. Az Európai Unió 190 millió euró ISPA-támogatást ítél meg.[1]
- december 16. átadták a budapesti 1-es villamos meghosszabbított szakaszát a Lágymányosi hídig (ma Rákóczi híd), és ehhez kapcsolódóan egy új megállót is nyitottak a H7-es HÉV vonalán Lágymányosi híd néven.[2]